# Barbara Marianowska
Vista da sepultura.
Barbara Marianowska (Diddington; 29 de Maio de 1947 — Tarnów, 9 de janeiro de 2012) foi uma política da Polónia. Ela foi eleita para a Sejm em 25 de Setembro de 2005 com 12498 votos em 15 no distrito de Tarnów, candidata pelas listas do partido Prawo i Sprawiedliwość.
Ela também foi membro da Sejm 2001-2005.